# Hương Phú (huyện)
Hương Phú là một huyện cũ thuộc tỉnh Bình Trị Thiên, sau thuộc tỉnh Thừa Thiên Huế (nay là thành phố Huế).
Huyện được thành lập từ ngày 11 tháng 3 năm 1977 trên cơ sở hợp nhất huyện Hương Thủy và huyện Phú Vang. Riêng 2 xã: Vinh Xuân và Vinh Thanh của huyện Phú Vang nhập vào huyện Phú Lộc.
Phía Bắc giáp thành phố Huế và huyện Hương Điền, phía Nam giáp huyện Phú Lộc, phía Đông giáp Biển Đông, phía Tây giáp huyện A Lưới.
Khi hợp nhất, huyện Hương Phú có 28 xã: Phú An, Phú Đa, Phú Diên, Phú Dương, Phú Hồ, Phú Lương, Phú Mậu, Phú Mỹ, Phú Tân, Phú Thanh, Phú Thuận, Phú Thượng, Phú Xuân, Thủy An, Thủy Bằng, Thủy Biều, Thủy Châu, Thủy Dương, Thủy Lương, Thủy Phù, Thủy Phương, Thủy Tân, Thủy Thanh, Thủy Vân, Vinh An, Vinh Hà, Vinh Phú và Vinh Thái.
Ngày 18 tháng 5 năm 1981: 
- Thành lập xã Phú Sơn ở khu kinh tế mới Khe Sòng
- Chuyển 2 xã Vinh Thanh và Vinh Xuân thuộc huyện Phú Lộc về huyện Hương Phú quản lý.[2]

Ngày 11 tháng 9 năm 1981, chuyển 9 xã: Thủy Bằng, Thủy Biều, Thủy An, Thủy Dương, Phú Thượng, Phú Dương, Phú Mậu, Phú Thanh và Phú Tân về thành phố Huế quản lý.
Huyện Hương Phú còn lại 22 xã: Phú An, Phú Đa, Phú Diên, Phú Hồ, Phú Lương, Phú Mỹ, Phú Sơn, Phú Thuận, Phú Xuân, Thủy Châu, Thủy Lương, Thủy Phù, Thủy Phương, Thủy Tân, Thủy Thanh, Thủy Vân, Vinh An, Vinh Hà, Vinh Phú, Vinh Thái, Vinh Thanh và Vinh Xuân.
Ngày 17 tháng 9 năm 1981, thành lập xã Dương Hòa.
Ngày 6 tháng 1 năm 1983, thành lập thị trấn Phú Bài (thị trấn huyện lị huyện Hương Phú) trên cơ sở tách các thôn Phủ Lương thuộc xã Thủy Châu, thôn 1, thôn 2 thuộc xã Thủy Lương và sân bay Phú Bài.
Từ đó, đơn vị hành chính của huyện Hương Phú gồm thị trấn Phú Bài và 23 xã: Dương Hòa, Phú An, Phú Đa, Phú Diên, Phú Hồ, Phú Lương, Phú Mỹ, Phú Sơn, Phú Thuận, Phú Xuân, Thủy Châu, Thủy Lương, Thủy Phù, Thủy Phương, Thủy Tân, Thủy Thanh, Thủy Vân, Vinh An, Vinh Hà, Vinh Phú, Vinh Thái, Vinh Thanh, Vinh Xuân.
Ngày 30 tháng 6 năm 1989, huyện Hương Phú thuộc tỉnh Thừa Thiên Huế vừa được tái lập.
Ngày 15 tháng 5 năm 1989, tách thôn Cự Lại thuộc xã Phú Thuận để thành lập xã Phú Hải.
Ngày 29 tháng 9 năm 1990, huyện Hương Phú lại được tách trở lại như trước khi hợp nhất, thành 2 huyện Hương Thủy và Phú Vang:
- Huyện Hương Thủy có thị trấn Phú Bài và 11 xã: Dương Hòa, Phú Sơn, Thủy Bằng, Thủy Châu, Thủy Dương, Thủy Lương, Thủy Phù, Thủy Phương, Thủy Tân, Thủy Thanh, Thủy Vân.
- Huyện Phú Vang có 21 xã: Phú An, Phú Đa, Phú Diên, Phú Dương, Phú Hải, Phú Hồ, Phú Lương, Phú Mậu, Phú Mỹ, Phú Tân, Phú Thanh, Phú Thuận, Phú Thượng, Phú Xuân, Thuận An, Vinh An, Vinh Hà, Vinh Phú, Vinh Thái, Vinh Thanh và Vinh Xuân.[8]